# Organização de eventos
Organização de eventos é o processo de planejamento de um festival, cerimônia, competição, festa ou convenção. A organização de eventos inclui orçamentos, o estabelecimento de datas e datas alternativas, a seleção e reserva do local do evento, aquisição de licenças e coordenação do transporte e estacionamento. Também inclui algumas ou todas as atividades seguintes, dependendo do evento: desenvolvimento do tema ou assunto para o evento, provimento de oradores e oradores alternativos, apoio à coordenação local (como eletricidade e outros utilitários), organização de decoração, mesas, cadeiras, tendas, apoio ao evento e segurança, alimentação, policiamento, bombeiros, banheiros portáteis, estacionamento, sinalização, planos de emergência e profissionais de saúde e limpeza.

## Etapas para organização de um evento
O primeiro passo para organizar um evento é determinar seu objetivo, se é para um casamento, empresa, aniversário, festival, graduação ou qualquer outro evento que requeira planejamento extensivo. A partir dai o planejador do evento precisa escolher o entretenimento, localização, lista de convidados, oradores e o conteúdo. A localização para o evento é infinita, mas com o planejamento do evento ela provavelmente seria em hotéis, centros de convenções, salas de recepção ou ao ar livre, dependendo do evento. Uma vez que o local estiver definido, o coordenador/planejador precisa preparar o evento com a equipe, definir o entretenimento e manter contato com o cliente. Após tudo isso estiver definido o planejador possuirá todos os pequenos detalhes para mapear os componentes do evento tais como alimentação, bebidas, música, lista de convidados, orçamento, marketing e publicidade e decoração, e toda esta preparação é o que é necessário para que um evento funcione sem problemas. Um planejador de eventos precisa ser capaz de gerenciar seu tempo de maneira sabia, bem como a duração da preparação necessária para cada evento para que ele seja um sucesso.